# Alain Ducellier
Alain Ducellier (ur. 1934, zm. 29 września 2018 w Tuluzie) – historyk francuski, mediewista, bizantynolog.

## Życiorys
By wykładowcą na Uniwersytet Toulouse II – Le Mirail. Zajmuje się historią Bizancjum i dziejami chrześcijaństwa na Bliskim Wschodzie w wiekach średnich.

## Wybrane publikacje
- Les Byzantins, Éditions du Seuil 1963.
- Le miroir de l'Islam; musulmans et chrétiens d'Orient au Moyen Age (VIIe-XIe siècles), Paris: Julliard 1971.
- Le drame de byzance: ideal et echec d une societe chretienne, Hachette 1976.
- (współautorzy: Michel Kaplan, Bernadette Martin-Hisard),  Le Proche-Orient médiéval: des Barbares aux Ottomans, Paris: Hachette 1978.
- La façade maritime de l'Albanie au Moyen Age: Durazzo et Valona du XIe au XVe siècle, Thessaloniki: Institute for Balkan Studies 1981.
- L'Albanie Entre Byzance Et Venise, Xe-XVe Siècles London: Variorum reprints 1987.
- Byzance et le monde orthodoxe Paris: A. Colin 1986.
- Les Byzantins: histoire et culture, Paris: Seuil 1986.
- L'Église byzantine: entre pouvoir et esprit (313-1204), Paris: Desclée 1990.
- Chrétiens d'Orient et Islam au Moyen âge: VIIe-XVe siècle, Paris: A. Colin 1996.
- (współautorzy: Michel Kaplan, Michel Balard), Byzance, IVe-XVe siècle, Paris: Hachette 1997.
- (współautor: Michel Balard), Le partage du monde: échanges et colonisation dans la Méditerranée médiévale, Paris: Publications de la Sorbonne 1998.

## Publikacje w języku polskim
- Państwa bałkańskie – Albania, Serbia i Bułgaria (1200-1300) [w:] Bizancjum 1024-1492, t. 2, red. Jonathan Shepard, przeł. Jolanta Kozłowska, Robert Piotrowski, Warszawa: Wydawnictwo Akademickie Dialog 2015, s. 262-281.